# Erik Allardt
Erik Anders Allardt, född 9 augusti 1925 i Helsingfors, död 25 augusti 2020 i Helsingfors, var en finlandssvensk professor i sociologi vid Helsingfors universitet sedan 1958. 
Den amerikanska empiriska sociologin som undersöker samhällets förhållanden och konflikter introducerades i Finland av Allardt, som därmed kom att få ett betydande opinionsbildande inflytande särskilt under 1960- och 1970-talen. 
Sedan 1961 var han ledamot av Finska Vetenskaps-Societeten; år 1988 kallades han till hedersledamot av Societeten. År 1971 valdes han till ledamot av Finska Vetenskapsakademien. 1984 promoverades han till hedersdoktor vid Samhällsvetenskapliga fakulteten vid Uppsala universitet. År 1995 tilldelades han hederstiteln Akademiker.
Han var dotterson till Ivar Heikel, sonson till Anders Allardt och dottersonson till Johan Elias Strömborg.

## Priser och utmärkelser
- 1971 – Ledamot av Finska Vetenskapsakademien
- 1984 – Hedersdoktor vid Uppsala universitet
- 1985 – Svenska Akademiens Finlandspris
- 1988 – Hedersledamot av Finska Vetenskaps-Societeten
- 1995 – Hederstiteln Akademiker
- 1996 – Tollanderska priset